# Estação Zapotitlán
A Estação Zapotitlán é uma das estações do Metrô da Cidade do México, situada na Cidade do México, entre a Estação Tlaltenco e a Estação Nopalera. Administrada pelo Sistema de Transporte Colectivo, faz parte da Linha 12.
Foi inaugurada em 30 de outubro de 2012. Localiza-se no cruzamento da Avenida Tláhuac com a Rua Sebastián Trejo e a Rua Lorenzo Pérez. Atende os bairros Santiago Zapotitlán e Conchita Zapotitlán, situados na demarcação territorial de Tláhuac. A estação registrou um movimento de 4.134.438 passageiros em 2016.
A estação recebeu esse nome por estar situada próxima ao bairro de Santiago Zapotitlán. O nome Zapotitlán é derivado dos vocábulos náuatles Tzapotl e titlán, que combinados significam Entre árvores de sapoti. Sapoti é um fruto originário da América Central que se desenvolve em regiões de clima tropical.
Em suas imediações se localiza o Deportivo Zapotitlán, um espaço aonde os moradores da região podem praticar atividades esportivas.

## História
A estação foi projetada para ser uma das estações que atenderia a Linha 12 do Metrô da Cidade do México. As obras se iniciaram em 23 de setembro de 2008 após vários adiamentos. Enfim, foi inaugurada em 30 de outubro de 2012 junto com as outras estações da Linha 12.
Porém, no dia 12 de março de 2014, a estação foi fechada devido a falhas estruturais no viaduto que conecta as estações elevadas da Linha 12. Foi reinaugurada no dia 29 de novembro de 2015, após mais de um ano e meio fora de serviço.